# Campionati europei di atletica leggera 2016 - 200 metri piani femminili
I 200 metri piani femminili ai Campionati europei di atletica leggera 2016 si sono svolti tra il 6 ed il 7 luglio 2016.

## Record
Prima di questa competizione, il record del mondo (RM), il record europeo (EU) ed il record dei campionati (RC) sono i seguenti:
| Record                | Prestazione | Atleta                               | Data                                     | Competizione                                |
| --------------------- | ----------- | ------------------------------------ | ---------------------------------------- | ------------------------------------------- |
| Record mondiale       | 21"34       | Florence Griffith-Joyner Stati Uniti | 29 settembre 1988 Seul, Corea del Sud    | giochi della XXIV Olimpiade                 |
| Record europeo        | 21"63       | Dafne Schippers Paesi Bassi          | 28 agosto 2015 Pechino, Cina             | Campionati del mondo 2015                   |
| Record dei campionati | 21"71       | Heike Drechsler Germania Est         | 29 agosto 1986 Stoccarda, Germania Ovest | Campionati europei di atletica leggera 1986 |

## Programma
| Data          | Ora   | Turno      |
| ------------- | ----- | ---------- |
| 6 luglio 2016 | 12:10 | 1º turno   |
| 6 luglio 2016 | 17:30 | Semifinali |
| 7 luglio 2016 | 19:10 | Finale     |

## Risultati

### 1º turno
Passano alle semifinali le prime 3 atlete in ogni batteria (Q) e i 4 migliori tempi (q).

#### Batteria 1
| Posizione | Corsia | Nome               | Nazionalità | Tempo           | Note |
| --------- | ------ | ------------------ | ----------- | --------------- | ---- |
| 1         | 7      | Laura de Witte     | Paesi Bassi | 23"23           | Q    |
| 2         | 8      | Estela García      | Spagna      | 23"40           | Q    |
| 3         | 6      | Eleni Artymata     | Cipro       | 23"46           | Q    |
| 4         | 3      | Agata Forkasiewicz | Polonia     | 23"53           | q    |
| 5         | 4      | Olivia Borlée      | Belgio      | 23"64           |      |
| 6         | 5      | Irene Siragusa     | Italia      | 23"87           |      |
| 7         | 2      | Marcela Pírková    | Rep. Ceca   | 24"03           |      |
|           |        |                    |             | Vento: +0,9 m/s |      |

#### Batteria 2
| Posizione | Corsia | Nome                | Nazionalità | Tempo           | Note |
| --------- | ------ | ------------------- | ----------- | --------------- | ---- |
| 1         | 4      | Jamile Samuel       | Paesi Bassi | 23"04           | = Q  |
| 2         | 3      | Anna Kiełbasińska   | Polonia     | 23"21           | Q    |
| 3         | 7      | Jelyzaveta Bryzhina | Ucraina     | 23"37           | Q    |
| 4         | 2      | Sabina Veit         | Slovenia    | 23"47           | q    |
| 5         | 6      | Inna Eftimova       | Bulgaria    | 23"58           | q    |
| 6         | 5      | Cornelia Halbheer   | Svizzera    | 23"61           |      |
| 7         | 8      | Zyanne Hook         | Gibilterra  | 26"78           |      |
|           |        |                     |             | Vento: +1,1 m/s |      |

#### Batteria 3
| Posizione | Corsia | Nome                | Nazionalità | Tempo           | Note |
| --------- | ------ | ------------------- | ----------- | --------------- | ---- |
| 1         | 5      | Maja Mihalinec      | Slovenia    | 23"01           | Q    |
| 2         | 4      | Nadine Gonska       | Germania    | 23"13           | Q    |
| 3         | 8      | Ellen Sprunger      | Svizzera    | 23"21           | Q    |
| 4         | 6      | Mariya Ryemyen      | Ucraina     | 23"67           |      |
| 5         | 7      | Olga Lenskiy        | Israele     | 23"90           |      |
| 6         | 2      | Pernilla Nilsson    | Svezia      | 24"18           |      |
| 7         | 3      | Charlotte Wingfield | Malta       | 24"46           |      |
|           |        |                     |             | Vento: +0,2 m/s |      |

#### Batteria 4
| Posizione | Corsia | Nome               | Nazionalità | Tempo           | Note |
| --------- | ------ | ------------------ | ----------- | --------------- | ---- |
| 1         | 6      | María Belibasáki   | Grecia      | 23"03           | Q    |
| 2         | 2      | Mujinga Kambundji  | Svizzera    | 23"20           | Q    |
| 3         | 8      | Nana Jacob         | Spagna      | 23"43           | Q    |
| 4         | 3      | Alexandra Bezeková | Slovacchia  | 23"56           | q    |
| 5         | 7      | Klaudia Konopko    | Polonia     | 23"76           |      |
| 6         | 4      | Martina Amidei     | Italia      | 23"79           |      |
| 7         | 5      | Diana Khubeseryan  | Armenia     | 25"56           |      |
|           |        |                    |             | Vento: +0,7 m/s |      |

### Semifinali
Oltre alle sedici atlete qualificatesi nel primo turno, accedono direttamente alle semifinali le otto atlete che avevano il miglior ranking europeo prima della manifestazione. Queste atlete sono: Dafne Schippers, Gina Lückenkemper, Dina Asher-Smith, Nataliya Pohrebnyak, Ivet Lalova-Collio, Tessa van Schagen, Lisa Mayer e Jodie Williams.
Passano in finale le prime 2 atlete in ogni batteria (Q) e i 2 migliori tempi (q).

#### Semifinale 1
| Posizione | Corsia | Nome               | Nazionalità | Tempo          | Note |
| --------- | ------ | ------------------ | ----------- | -------------- | ---- |
| 1         | 5      | Gina Lückenkemper  | Germania    | 22"90          | Q    |
| 2         | 7      | Jamile Samuel      | Paesi Bassi | 23"02          | Q    |
| 3         | 3      | Jodie Williams     | Regno Unito | 23"14          | q    |
| 4         | 6      | María Belibasáki   | Grecia      | 23"16          |      |
| 5         | 4      | Gloria Hooper      | Italia      | 23"25          |      |
| 6         | 8      | Ellen Sprunger     | Svizzera    | 23"54          |      |
| 7         | 2      | Agata Forkasiewicz | Polonia     | 23"59          |      |
| 8         | 1      | Alexandra Bezeková | Slovacchia  | 23"71          |      |
|           |        |                    |             | Vento: 0,0 m/s |      |

#### Semifinale 2
| Posizione | Corsia | Nome                | Nazionalità | Tempo          | Note |
| --------- | ------ | ------------------- | ----------- | -------------- | ---- |
| 1         | 5      | Dina Asher-Smith    | Regno Unito | 22"57          | Q    |
| 2         | 6      | Tessa van Schagen   | Paesi Bassi | 22"95          | Q    |
| 3         | 3      | Lisa Mayer          | Germania    | 23"06          | q    |
| 4         | 4      | Mujinga Kambundji   | Svizzera    | 23"23          |      |
| 5         | 7      | Anna Kiełbasińska   | Polonia     | 23"36          |      |
| 6         | 2      | Nana Jacob          | Spagna      | 23"45          |      |
| 7         | 8      | Jelyzaveta Bryzhina | Ucraina     | 23"64          |      |
| 8         | 1      | Sabina Veit         | Slovenia    | 23"72          |      |
|           |        |                     |             | Vento: 0,0 m/s |      |

#### Semifinale 3
| Posizione | Corsia | Nome                | Nazionalità | Tempo           | Note |
| --------- | ------ | ------------------- | ----------- | --------------- | ---- |
| 1         | 4      | Ivet Lalova-Collio  | Bulgaria    | 22"57           | Q    |
| 2         | 6      | Nataliya Pohrebnyak | Ucraina     | 22"98           | Q    |
| 3         | 5      | Maja Mihalinec      | Slovenia    | 23"17           |      |
| 4         | 3      | Nadine Gonska       | Germania    | 23"24           |      |
| 5         | 1      | Laura de Witte      | Paesi Bassi | 23"48           |      |
| 6         | 8      | Estela García       | Spagna      | 23"53           |      |
| 7         | 2      | Inna Eftimova       | Bulgaria    | 23"54           |      |
| 8         | 7      | Eleni Artymata      | Cipro       | 23"58           |      |
|           |        |                     |             | Vento: +1,3 m/s |      |

### Finale
| Pos.    | Corsia | Nome                | Nazionalità | Tempo           | Note                                     |
| ------- | ------ | ------------------- | ----------- | --------------- | ---------------------------------------- |
| Oro     | 5      | Dina Asher-Smith    | Regno Unito | 22"37           | Miglior prestazione personale stagionale |
| Argento | 4      | Ivet Lalova-Collio  | Bulgaria    | 22"52           | Miglior prestazione personale stagionale |
| Bronzo  | 6      | Gina Lückenkemper   | Germania    | 22"74           |                                          |
| 4       | 7      | Jamile Samuel       | Paesi Bassi | 22"83           | Miglior prestazione personale stagionale |
| 5       | 8      | Nataliya Pohrebnyak | Ucraina     | 22"84           |                                          |
| 6       | 1      | Jodie Williams      | Regno Unito | 22"96           |                                          |
| 7       | 3      | Tessa van Schagen   | Paesi Bassi | 23"03           |                                          |
| 8       | 2      | Lisa Mayer          | Germania    | 23"10           |                                          |
|         |        |                     |             | Vento: -0,4 m/s |                                          |